# روسقونيا
روسقونيا (باللاتينية: Rusguniae) هي مدينة أثرية قديمة تطل على خليج الجزائر على ساحل بلدية المرسى في ولاية الجزائر · .

## الوصف
كانت مدينة «روسقونيا» أولا مركزا تجاريا فينيقيا يقع إلى الغرب من مرفأ روزوبيكاري، ثم مدينة رومانية في الموقع الذي يحتله حاليا حي تامنتفوست في مدينة الجزائر الحديثة.
احتلت من قبل المستوطنين البونيقيين (أمازيغ وفينيقيين) في القرن الثالث قبل الميلاد.
وظلت «روسقونيا» ذات وظيفة تجارية في نوميديا وقرطاج خلال فترات طويلة، ثم صارت حوالي العام 146 قبل الميلاد جزءا من الإمبراطورية الرومانية.
وظلت كذلك حتى القرن الميلادي الخامس، عندما غزاها الوندال، ثم تلاها غزو آخر في وقت لاحق من طرف الإمبراطورية البيزنطية قبل الفتح الإسلامي في القرن السابع الميلادي.

### مواضيع ذات صلة
- ستيفان جزيل
- روزوبيكاري